# كريستوفر بيرل
كريستوفر بيرل (بالإنجليزية: Christopher Perle)‏ هو لاعب كرة قدم موريشيوسي في مركز الهجوم، ولد في 17 ديسمبر 1974 في موريشيوس. شارك مع منتخب موريشيوس لكرة القدم. أما مع النوادي، فقد لعب مع بادربورن 07 ونادي تامبون.

## وصلات خارجية
- كريستوفر بيرل على موقع الاتحاد الدولي (مؤرشف)  (الإنجليزية)
- كريستوفر بيرل على موقع قاعدة بيانات كرة القدم.إي يو (الإنجليزية)
- كريستوفر بيرل على موقع ناشيونال فوتبول تيمز (الإنجليزية)
- كريستوفر بيرل على موقع عالم كرة القدم.نت (الإنجليزية)